# Burg Virnich
Die Burg Virnich war eine Wasserburg in Virnich, einem Weiler bei Schwerfen, einem Stadtteil von Zülpich in Nordrhein-Westfalen. 
Die Burg existiert seit mehr als 160 Jahren nicht mehr. Sie wurde um 1860 abgebrochen. 1808 bestand sie noch aus vier Flügeln um einen Innenhof und einem Herrenhaus, welches separat als turmartiges Gebäude an der Ostecke stand. Der Bruchsteinhof wird heute als Pferdehof genutzt.
1306 wurde erstmals ein Adliger mit dem Namen Ritter Godefridus de Veyrnich erwähnt. Er war Herr zu Sönick, bei Bollheim gelegen. Danach kam das Anwesen an die Edelherren von Hengebach, die mit den Grafen von Jülich verwandt waren. 1470 wurde die Burg bei einer Fehde mit Graf Dietrich III. von Manderscheid niedergebrannt. 1472 setzte der Manderscheider Johann von Hengebach auf Burg Virnich gefangen. Sie muss da also schon wieder aufgebaut gewesen sein. Nach 1518 fiel die Burg durch Erbe an Dietrich von Mirbach. Das Adelsgeschlecht blieb Besitzer bis 1817. Letzter adelige Eigentümer war der königlich preußische Landrat von Heinsberg Wilhelm von Straeten, der Charlotte von Mirbach geheiratet hatte. 
Das genaue Aussehen der Burg, die im 18. Jh. noch im Jülicher Ritterzettel erwähnt wurde, ist nicht bekannt. 
Einen gewissen Bekanntheitsgrad erreichte der Ort durch die Hypothesen des Sagenforschers Heinz Ritter-Schaumburg, der die Nibelungenburg „Vernica“ der Thidrekssaga mit Burg Virnich identifizierte.